# 安德烈·阿爾沙文
安德烈·谢尔盖耶维奇·阿尔沙文（俄語：Андрей Сергеевич Аршавин，羅馬化：Andrey Sergeyevich Arshavin，[ɐnˈdrʲej sʲɪrˈɡʲejɪvʲɪtɕ ɐrˈʂavʲɪn]；1981年5月29日—），已退役俄國足球運動員，外號「沙皇」，曾效力辛尼特及阿森纳。阿尔沙文曾是俄羅斯國家隊隊長。阿尔沙文是一位多面手，可以擔任進攻中場、翼锋及前鋒。

## 球隊生涯
辛尼特

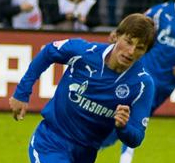
身穿辛尼特球衣的艾沙雲

艾沙雲7歲時於斯梅納足球學校展開球員生涯，1999年進入了辛尼特二隊，參加俄羅斯乙組聯賽，並取得4個入球，同時獲當時一隊領隊莫路索夫（Yuiy Morozov）賞識，僅一年之後，艾沙雲獲機會升上辛尼特一隊。2000年8月舉行的圖圖盃，艾沙雲在作客英格蘭對巴拉福特時首次代表一隊上陣，並協助球隊3比0大勝，自此司職右中場的他逐漸成為主力球員。2001年球季他上陣29場俄超聯賽分別貢獻4個入球及8個助攻，該季是辛尼特在俄超聯賽成立以來最好成績的一季，翌年帶領球會殺入俄羅斯盃決賽，但不敵莫斯科中央陸軍。2003年球季開始艾沙雲改任前鋒，半個球季擔任右中场，半個球季擔任前鋒分別貢獻5個入球及10個助攻，同年協助球會奪得聯賽亞軍及聯賽盃冠軍。
隨著艾沙雲成為辛尼特的攻擊主力，亦令辛尼特漸漸成為俄羅斯一支新興勁旅。2005/06年球季，艾沙雲分別在歐洲足協盃作客希臘及法國對AEK雅典及馬賽攻入唯一的入球，帶領辛尼特首次進入歐洲足協盃八強階段，但以2比5敗於當屆冠軍西維爾，而艾沙雲精湛的表現獲得2006年俄罗斯足球先生，成為首位效力非莫斯科球會的足球先生；2007年中超球队大连实德租借阿尔沙文未果，他再替辛尼特取得第二座俄超聯賽冠軍；翌年3月他於俄罗斯超级杯攻入唯一的入球擊敗莫斯科火車頭奪冠。
辛尼特以本土雙冠王挑戰歐洲賽，先後擊敗比利亞雷阿爾、馬賽、利華古遜及拜仁慕尼黑，歷史性晉升歐洲足協盃決賽，最終更擊敗蘇格蘭的格拉斯哥流浪奪冠，艾沙雲獲得全場最佳球員獎項。在2008年8月舉行的歐洲超級盃，艾沙雲後備上陣，協助球隊以二比一擊敗曼聯。
阿尔沙文在联盟杯的表现和欧洲杯上的表现引起了一些欧洲俱乐部的注意。2008年6月，巴塞罗那为他开价1500万欧元，被泽尼特回绝。8月时托特纳姆热刺则开出了1600万英镑的价格，但仍然未能满足泽尼特2200万英镑的要求。泽尼特死死咬住价格不松口的做法，引起了阿尔沙文及其经纪人丹尼斯·拉克特的不满，阿尔沙文说2008赛季必将是自己在泽尼特的最后一年，而拉克特则用“野蛮”来形容俱乐部的转会政策。
阿仙奴

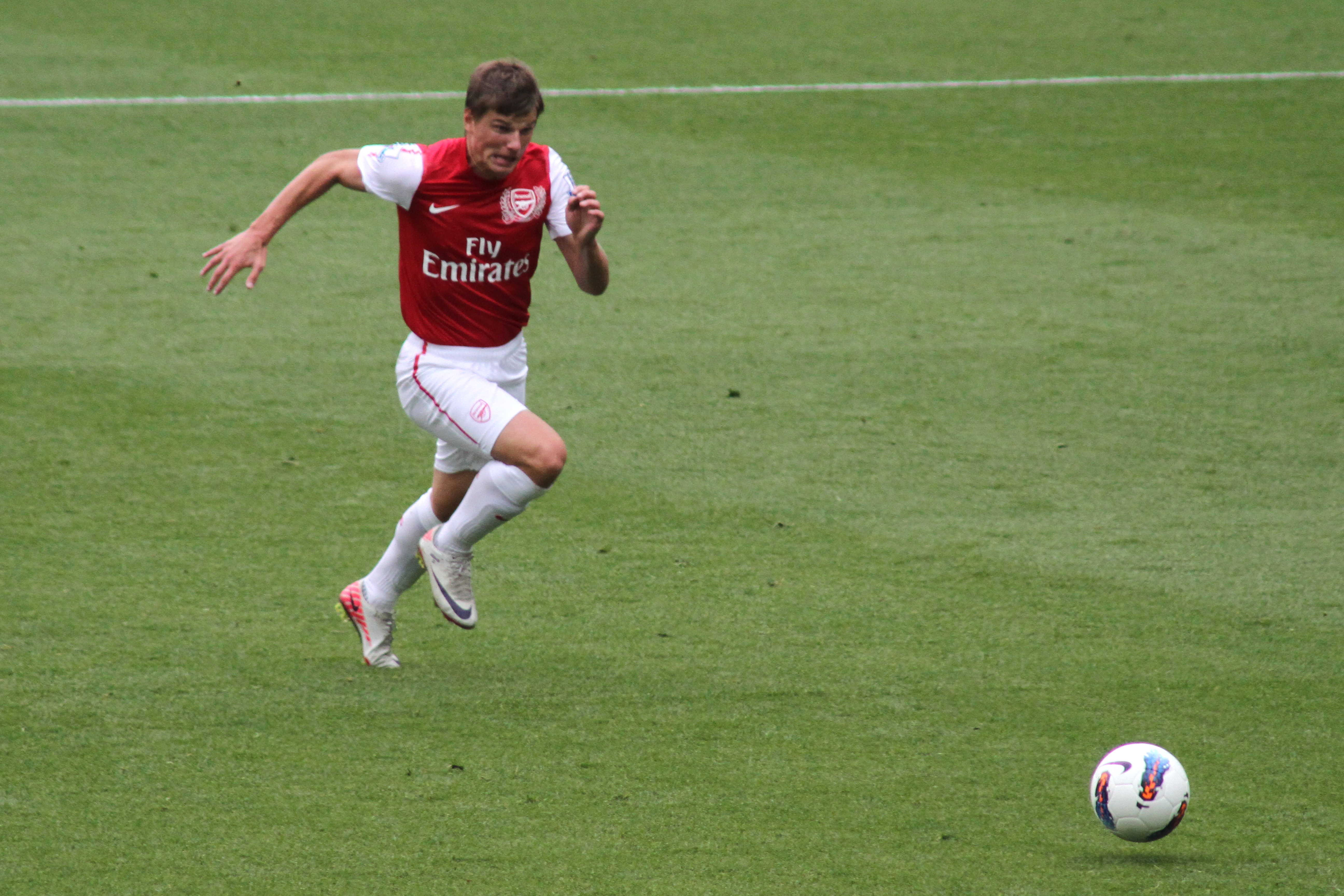
艾沙雲效力阿仙奴時期

2009年冬季转会期，在经过了长达一个多月的艰苦谈判之后，阿森纳终于在2月2日转会窗口的最后一天签下阿尔沙文，泽尼特方面宣称转会费总额为1690万英镑，其中阿森纳支付1500万英镑，阿尔沙文支付150万英镑“长期合同终止赔偿费”，另有泽尼特尚未支付给阿尔沙文的50万欧元（折合40万英镑）奖金不再支付。阿森纳所付出的1500万英镑转会费，也使得阿尔沙文打破了西尔万·维尔托德2000年所创下的1300万英镑的俱乐部转会费记录，成为阿森纳历史上最高身价的引援。他与阿森纳签下了三年半职业合同，并穿上了索尔·坎贝尔留下的23号球衣。 2009年4月21日， 阿尔沙文在英超聯賽作客利物浦的比賽中，在安菲爾德球場共进4球，同时被列入少数，对阵利物浦进4球的球员中。
2012年2月24日在阿仙奴失落正選席位的艾沙雲獲借用返回母會辛尼特直至7月。
回歸辛尼特
辛尼特於2013年6月27日宣布与阿尔沙文签下兩年职业合同。阿尔沙文表示＂很高興可以再次穿上辛尼特的球衣＂。
凯拉特
2016年3月，阿尔沙文加入哈薩克的卡拉特足球會。 為球隊取得2017及2018年的哈薩克盃冠軍後，阿尔沙文在2018年11月宣佈退役。

## 国家队生涯
起步

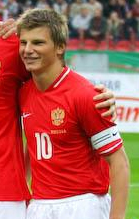
阿尔沙文代表俄罗斯国家队参加比赛

2002年5月17日俄罗斯与白俄罗斯的比赛中，阿尔沙文完成了自己在国家队的首次亮相。他的首个国家队进球来自于2003年2月13日俄罗斯与罗马尼亚的比赛，从那以后，他在俄罗斯队所参加的每次大赛中均有进球。在2007年3月24日俄罗斯与爱沙尼亚的2008欧锦赛预选赛中，阿尔沙文首次成为国家队的队长。
2008年欧锦赛
尽管阿尔沙文在2007年11月21日与安道尔的最后一场预选赛中吃到红牌被禁赛，不能参加欧洲杯小组赛的前两轮，俄罗斯主教练胡斯·希丁克还是把他放在国家队名单中。
希丁克的选择是正确的，最后一场小组赛，俄罗斯在因斯布鲁克的蒂沃利球场迎战瑞典，解禁复出的阿尔沙文用一粒进球宣告了自己的归来，攻入本队的第二球，帮助俄罗斯2:0击败瑞典，进军八强，创造了历史。接下来的四分之一决赛面对荷兰，阿尔沙文再次大发神威，在加时赛下半场传中助迪米特里·托宾斯基得分，仅四分钟后又自己破门。俄罗斯最终以3:1淘汰荷兰闯入半决赛。这两场比赛中，阿尔沙文都当选为场上最佳。
然而，半决赛挑战当届冠军西班牙时，阿尔沙文没有能够再次力挽狂澜，俄罗斯以0:3负于对手，没能进入决赛。尽管如此，阿尔沙文还是入选了赛事的最佳阵容。

## 数据统计
以下数据统计更新至2008年12月31日。
| 俱乐部 | 赛季    | 国内联赛 | 国内联赛 | 国内联赛 | 国内杯赛 | 国内杯赛 | 国内杯赛 | 欧洲赛事 | 欧洲赛事 | 欧洲赛事 | 汇总 | 汇总 | 汇总 |
| 俱乐部 | 赛季    | 出场     | 进球     | 助攻     | 出场     | 进球     | 助攻     | 出场     | 进球     | 助攻     | 出场 | 进球 | 助攻 |
| ------ | ------- | -------- | -------- | -------- | -------- | -------- | -------- | -------- | -------- | -------- | ---- | ---- | ---- |
| 泽尼特 | 2000    | 10       | 0        | 1        | 1        | 0        | 0        | 3        | 0        | 0        | 14   | 0    | 1    |
| 泽尼特 | 2001    | 29       | 4        | 8        | 5        | 1        | 2        | 0        | 0        | 0        | 34   | 5    | 10   |
| 泽尼特 | 2002    | 30       | 4        | 7        | 3        | 0        | 2        | 4        | 2        | 5        | 37   | 6    | 16   |
| 泽尼特 | 2003    | 27       | 5        | 10       | 3        | 0        | 2        | 0        | 0        | 0        | 30   | 5    | 10   |
| 泽尼特 | 2004    | 28       | 6        | 8        | 4        | 2        | 1        | 8        | 4        | 1        | 40   | 12   | 10   |
| 泽尼特 | 2005    | 29       | 9        | 9        | 3        | 0        | 0        | 13       | 5        | 3        | 45   | 14   | 12   |
| 泽尼特 | 2006    | 28       | 7        | 13       | 4        | 0        | 1        | 0        | 0        | 0        | 32   | 7    | 14   |
| 泽尼特 | 2007    | 30       | 10       | 11       | 2        | 1        | 4        | 14       | 4        | 10       | 46   | 15   | 25   |
| 泽尼特 | 2008    | 20       | 5        | 6        | 1        | 1        | 0        | 2        | 0        | 1        | 23   | 6    | 7    |
| 泽尼特 | 合计    | 238      | 51       | 75       | 26       | 5        | 13       | 46       | 15       | 20       | 312  | 70   | 207  |
| 阿森纳 | 2008-09 | 4        | 1        | 3        | 1        | 0        | 1        | 0        | 0        | 0        | 5    | 5    | 4    |
| 阿森纳 | 合计    | 4        | 1        | 3        | 1        | 0        | 1        | 0        | 0        | 0        | 5    | 5    | 4    |
| 总计   | 总计    | 242      | 52       | 78       | 27       | 5        | 14       | 46       | 15       | 20       | 317  | 77   | 111  |

## 荣誉
辛尼特
- 俄超联赛杯（英语：Russian Premier League Cup） 冠軍：2003年
- 俄超联赛 冠軍：2007年
- 俄罗斯超级杯 冠軍：2008年
- 欧洲超级杯 冠軍：2008年
- 欧洲联盟杯 冠軍：2007/08年

卡拉特
- 哈薩克盃冠軍：2017年，2018年
- 哈薩克超級盃冠軍：2017年

個人
- 俄罗斯足球先生（英语：Footballer of the Year in Russia (Sport-Express)）：2006年
- 俄超联赛最佳球員：2007年
- 波羅的海和獨立國家聯合體足球先生（英语：Footballer of the Year in Baltic and Commonwealth of Independent States (Sport-Express)）：2007年、2008年、2009年
- 歐洲足協盃最佳球員：2007/08年
- 欧锦赛最佳阵容：2008年[11]
- 英格蘭超級足球聯賽本月最佳球員（英语：Premier League Player of the Month）：2009年4月
- 阿仙奴每月最佳球員：2009年3月、2009年4月